# بات مكجوين
بات مكجوين هو سياسي بريطاني، ولد في 3 سبتمبر 1956، وتوفي في 1 أكتوبر 1996 في بلفاست في المملكة المتحدة بسبب نوبة قلبية.